# Selva Andina
Selva Andina es una localidad peruana ubicada en el distrito de Salitral, perteneciente a la provincia de Morropón del departamento de Piura, al norte del Perú.

## Ubicación
Selva Andina se ubica al sureste de la provincia de Morropón, en el distrito de Salitral, en el departamento de Piura.

## Demografía
En 2017 Selva Andina tenía una población de 16 habitantes.